# XL-центр
XL-центр, ранее Хартфорд Цивик-центр (англ. Hartford Civic Center) — многофункциональная спортивная арена, расположенная в городе Хартфорд, Коннектикут, США. Является собственностью города. С декабря 2007 года, после того как права на название были проданы страховой компании XL Capital, носит имя «XL-центр». Договор заключён на 6 лет. По вместимости арена является 28-й среди университетских баскетбольных арен в США.
Строительство арены было начато в 1971 году, а в 1975 состоялось её открытие. «XL-центр» состоит из двух сооружений: Veterans Memorial Coliseum и выставочного центра.
18 января 1978 года, всего через час после баскетбольной игры двух университетских команд, не выдержав веса снега, обвалилась крыша арены. После восстановления арена была заново открыта 17 января 1980 года.